# معاون کنسولی، امور مجلس و ایرانیان وزیر امور خارجه
معاون کنسولی، امور مجلس و ایرانیان وزیر امور خارجه با نام سابق معاون کنسولی، امور مجلس و ارتباطات یکی از معاونان وزیر امور خارجه ایران است. در تغییرات ساختاری معاونت‌های وزارت امور خارجه که سال ۱۳۹۶ صورت گرفت، به دلیل تأکید بر توجه به امور ایرانیان خارج از کشور، نام این معاونت برای مدتی به صورت معاون ایرانیان و امور مجلس درآمد.
در سال ۱۳۶۷ «معاونت امور فرهنگی و کنسولی» و «معاونت حقوقی و امور مجلس» ادغام شدند و «معاونت حقوقی، کنسولی و امور مجلس» ایجاد شد. در سال ۱۳۷۶، «معاونت ارتباطات» هم در این معاونت ادغام شد و نام آن به «معاونت کنسولی، امور مجلس و ارتباطات» تغییر یافت.

## فهرست
| ؟ | جواد منصوری (زادهٔ ۱۳۲۴) |       | ۲۷ فروردین ۱۳۶۰ | . ۱۳۶۷ | نخست      | رجایی | رجایی | [ ۲ ] |
| ؟ | جواد منصوری (زادهٔ ۱۳۲۴) | موسوی | ۲۷ فروردین ۱۳۶۰ | . ۱۳۶۷ | نخست      |       | رجایی |       |
| ؟ | جواد منصوری (زادهٔ ۱۳۲۴) | دوم   | ۲۷ فروردین ۱۳۶۰ | . ۱۳۶۷ | باهنر     |       |       |       |
| ؟ | جواد منصوری (زادهٔ ۱۳۲۴) | موقت  | ۲۷ فروردین ۱۳۶۰ | . ۱۳۶۷ | مهدوی کنی |       |       |       |
| ؟ | جواد منصوری (زادهٔ ۱۳۲۴) | سوم   | ۲۷ فروردین ۱۳۶۰ | . ۱۳۶۷ | ولایتی    | موسوی |       |       |
| ؟ | جواد منصوری (زادهٔ ۱۳۲۴) | چهارم | ۲۷ فروردین ۱۳۶۰ | . ۱۳۶۷ | ولایتی    | موسوی |       |       |

| ؟ | عبدالله نوری (زادهٔ ۱۳۲۸) |       | ۲۷ فروردین ۱۳۶۰ | ۳۰ آذر ۱۳۶۰ | نخست      | رجایی  | رجایی | [ ۲ ] |
| ؟ | عبدالله نوری (زادهٔ ۱۳۲۸) | موسوی | ۲۷ فروردین ۱۳۶۰ | ۳۰ آذر ۱۳۶۰ | نخست      |        | رجایی | [ ۲ ] |
| ؟ | عبدالله نوری (زادهٔ ۱۳۲۸) | دوم   | ۲۷ فروردین ۱۳۶۰ | ۳۰ آذر ۱۳۶۰ | باهنر     |        |       | [ ۲ ] |
| ؟ | عبدالله نوری (زادهٔ ۱۳۲۸) | موقت  | ۲۷ فروردین ۱۳۶۰ | ۳۰ آذر ۱۳۶۰ | مهدوی کنی |        |       | [ ۲ ] |
| ؟ | مجتبی میرمهدی            |       | ۳۰ آذر ۱۳۶۰     | بهار ۱۳۶۷   | سوم       | ولایتی | موسوی | [ ۳ ] |
| ؟ | مجتبی میرمهدی            | چهارم | ۳۰ آذر ۱۳۶۰     | بهار ۱۳۶۷   |           | ولایتی | موسوی | [ ۳ ] |

| ۱ | مجتبی میرمهدی           |      | . ۱۳۶۷       | ۱۶ مهر ۱۳۷۱   | چهارم    | ولایتی | موسوی        |       |
| ۱ | مجتبی میرمهدی           | پنجم | . ۱۳۶۷       | ۱۶ مهر ۱۳۷۱   | رفسنجانی | ولایتی |              |       |
| ۲ | منوچهر متکی (زادهٔ ۱۳۳۲) | پنجم |              | ۱۶ مهر ۱۳۷۱   | رفسنجانی | ولایتی | ۱۹ بهمن ۱۳۷۳ | [ ۴ ] |
| ۲ | منوچهر متکی (زادهٔ ۱۳۳۲) | ششم  |              | ۱۶ مهر ۱۳۷۱   | رفسنجانی | ولایتی | ۱۹ بهمن ۱۳۷۳ | [ ۴ ] |
| ۳ | مصطفی مرسلی (زادهٔ ۱۳۳۶) |      | ۱۹ بهمن ۱۳۷۳ | ۵ شهریور ۱۳۷۶ | رفسنجانی | ولایتی | [ ۵ ]        |       |

| ۱ | مرتضی سرمدی (زادهٔ ۱۳۳۳) |     | ۲۵ شهریور ۱۳۶۸ | ۵ شهریور ۱۳۷۶ | پنجم | ولایتی | رفسنجانی | [ ۶ ] |
| ۱ | مرتضی سرمدی (زادهٔ ۱۳۳۳) | ششم | ۲۵ شهریور ۱۳۶۸ | ۵ شهریور ۱۳۷۶ |      | ولایتی | رفسنجانی | [ ۶ ] |

| ر.                                                 | نام                                                | نگاره                                              | آغاز تصدی                                          | پایان تصدی                                         | دولت                                               | وزیر                                               | رئیس دولت                                          | م.                                                 |                                                    |                                                    |
| معاون کنسولی، امور مجلس و ارتباطات وزیر امور خارجه | معاون کنسولی، امور مجلس و ارتباطات وزیر امور خارجه | معاون کنسولی، امور مجلس و ارتباطات وزیر امور خارجه | معاون کنسولی، امور مجلس و ارتباطات وزیر امور خارجه | معاون کنسولی، امور مجلس و ارتباطات وزیر امور خارجه | معاون کنسولی، امور مجلس و ارتباطات وزیر امور خارجه | معاون کنسولی، امور مجلس و ارتباطات وزیر امور خارجه | معاون کنسولی، امور مجلس و ارتباطات وزیر امور خارجه | معاون کنسولی، امور مجلس و ارتباطات وزیر امور خارجه | معاون کنسولی، امور مجلس و ارتباطات وزیر امور خارجه | معاون کنسولی، امور مجلس و ارتباطات وزیر امور خارجه |
| -------------------------------------------------- | -------------------------------------------------- | -------------------------------------------------- | -------------------------------------------------- | -------------------------------------------------- | -------------------------------------------------- | -------------------------------------------------- | -------------------------------------------------- | -------------------------------------------------- | -------------------------------------------------- | -------------------------------------------------- |
| ۱                                                  | محمدعلی هادی نجف‌آبادی (زادهٔ ۱۳۲۷)                  |                                                    | ۵ شهریور ۱۳۷۶                                      | ۲۸ تیر ۱۳۸۳                                        | هفتم                                               | خرازی                                              | خاتمی                                              | [ ۷ ]                                              |                                                    |                                                    |
| ۱                                                  | محمدعلی هادی نجف‌آبادی (زادهٔ ۱۳۲۷)                  | هشتم                                               | ۵ شهریور ۱۳۷۶                                      | ۲۸ تیر ۱۳۸۳                                        |                                                    | خرازی                                              | خاتمی                                              | [ ۷ ]                                              |                                                    |                                                    |
| ۲                                                  | حمیدرضا آصفی (زادهٔ ۱۳۳۱)                           |                                                    | ۲۸ تیر ۱۳۸۳                                        | ۲۹ دی ۱۳۸۵                                         | [ ۸ ]                                              | خرازی                                              | خاتمی                                              |                                                    |                                                    |                                                    |
| ۲                                                  | حمیدرضا آصفی (زادهٔ ۱۳۳۱)                           | نهم                                                | ۲۸ تیر ۱۳۸۳                                        | ۲۹ دی ۱۳۸۵                                         | [ ۸ ]                                              | متکی                                               | احمدی‌نژاد                                          |                                                    |                                                    |                                                    |
| معاون کنسولی، امور مجلس و ایرانیان وزیر امور خارجه |                                                    |                                                    |                                                    |                                                    |                                                    |                                                    |                                                    |                                                    |                                                    |                                                    |
| ۳                                                  | سید محمدعلی شهیدی محلاتی (۱۳۹۹–۱۳۲۸)               |                                                    | ۲۹ دی ۱۳۸۵                                         | ۲۰ مهر ۱۳۸۸                                        | نهم                                                | متکی                                               | احمدی‌نژاد                                          | [ ۹ ]                                              |                                                    |                                                    |
| ۴                                                  | حسن قشقاوی (زادهٔ ۱۳۳۶)                             |                                                    | ۲۰ مهر ۱۳۸۸                                        | ۱ بهمن ۱۳۹۶                                        | دهم                                                | متکی                                               | احمدی‌نژاد                                          | [ ۱۰ ]                                             |                                                    |                                                    |
| ۴                                                  | حسن قشقاوی (زادهٔ ۱۳۳۶)                             | صالحی                                              | ۲۰ مهر ۱۳۸۸                                        | ۱ بهمن ۱۳۹۶                                        | دهم                                                |                                                    | احمدی‌نژاد                                          | [ ۱۰ ]                                             |                                                    |                                                    |
| ۴                                                  | حسن قشقاوی (زادهٔ ۱۳۳۶)                             | یازدهم                                             | ۲۰ مهر ۱۳۸۸                                        | ۱ بهمن ۱۳۹۶                                        | ظریف                                               | روحانی                                             |                                                    | [ ۱۰ ]                                             |                                                    |                                                    |
| ۵                                                  | حسین پناهی‌آذر                                      |                                                    | ۱ بهمن ۱۳۹۶                                        | ۲۵ فروردین ۱۳۹۸                                    | دوازدهم                                            | ظریف                                               | روحانی                                             | [ ۱۱ ]                                             |                                                    |                                                    |
| ۶                                                  | حسین جابری انصاری (زادهٔ ۱۳۴۸)                      |                                                    | ۲۵ فروردین ۱۳۹۸                                    | ۱۷ آذر ۱۳۹۹                                        | دوازدهم                                            | ظریف                                               | روحانی                                             | [ ۱۲ ]                                             |                                                    |                                                    |
| ۷                                                  | سید کاظم سجادی (زادهٔ ۱۳۴۰)                         |                                                    | ۱۷ آذر ۱۳۹۹                                        | ۲۱ آذر ۱۴۰۰                                        | دوازدهم                                            | ظریف                                               | روحانی                                             | [ ۱۳ ]                                             |                                                    |                                                    |
| –                                                  | علیرضا بیگدلی (زادهٔ ۱۳۴۰)                          |                                                    | ۲۱ آذر ۱۴۰۰                                        | ۶ بهمن ۱۴۰۰                                        | سیزدهم                                             | امیرعبداللهیان                                     | رئیسی                                              | [ ۱۴ ]                                             |                                                    |                                                    |
| ۸                                                  | علیرضا بیگدلی (زادهٔ ۱۳۴۰)                          | ۶ بهمن ۱۴۰۰                                        | ۱۷ مهر ۱۴۰۳                                        | [ ۱۵ ]                                             | سیزدهم                                             | امیرعبداللهیان                                     | رئیسی                                              |                                                    |                                                    |                                                    |
| ۸                                                  | علیرضا بیگدلی (زادهٔ ۱۳۴۰)                          | ۶ بهمن ۱۴۰۰                                        | ۱۷ مهر ۱۴۰۳                                        | باقری کنی                                          | سیزدهم                                             | مخبر                                               |                                                    |                                                    |                                                    |                                                    |
| ۹                                                  | وحید جلال‌زاده (زادهٔ ۱۳۴۷)                          |                                                    | ۱۷ مهر ۱۴۰۳                                        | متصدی                                              | چهاردهم                                            | عراقچی                                             | پزشکیان                                            | [ ۱۶ ]                                             |                                                    |                                                    |